# المجلس الوطني للجنوب الكاميروني
المجلس الوطني للجنوب الكاميروني (بالإنجليزية: Southern Cameroons National Council) هو حزب سياسي كاميروني متحالف مع نيجيريا، أسس في 1995.

## أعضاء بارزون
- كود سباركل
- تحديث القائمة